# A kiscsillag is csillag díj
Az A kiscsillag is csillag díjat 2008-ban Szatmári István színművész emlékére özvegye, Szatmári Liza alapította. Az elismerést minden évad végén a Vígszínház egyik tagja kapja. A díjat 2009-ben adták át első alkalommal.

## Díjazottak
- 2009 – Borbiczki Ferenc[1]
- 2010 – Csőre Gábor[2]
- 2011 – Dengyel Iván[3]
- 2012 – Majsai-Nyilas Tünde[4]
- 2013 – Péter Kata[5]
- 2014 – Telekes Péter[6]
- 2015 – Karácsonyi Zoltán[7]
- 2016 – Gados Béla[8]
- 2017 – Igó Éva[9]
- 2018 – Hajduk Károly[10]
- 2019 – Tar Renáta[11]
- 2020 – Gyöngyösi Zoltán
- 2021 – Antóci Dorottya[12]
- 2022 – Csapó Attila[13]
- 2023 – Radnay Csilla[14]
- 2024 – Hullan Zsuzsa[15]
- 2025 – Szántó Balázs[16]